# Alfred Gathorne-Hardy
Alfred Erskine Gathorne-Hardy, ursprungligen Hardy, född den 27 februari 1845, död den 11 november 1918, var en brittisk politiker och författare. Han var son till Gathorne Gathorne-Hardy, 1:e earl av Cranbrook. 
Gathorne-Hardy representerade de konservativa i underhuset 1878–1880 och 1886–1895. Han var en vaken iakttagare av naturen och intresserad av jakt och fiske. År 1900 utkom hans Autumns in Argyleshire with Rod and Gun, en samling minnen från 30 års vistelser på en svågers gods i Argyll. Boken har på senare år utgivits i faksimil.